# Woolrich, Inc.

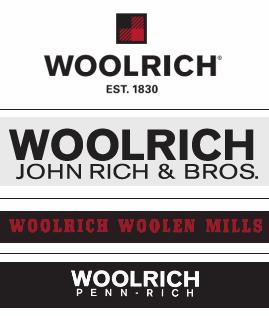
Logos der verschiedenen Woolrich-Kollektionen

Woolrich, Inc. ist ein 1830 von John Rich in Pennsylvania gegründetes, bis heute existentes amerikanisches Bekleidungsunternehmen, welches zunächst durch rustikale Outdoor-Bekleidung für Herren und sein rot-schwarzes Wollkaromuster auf den selbst hergestellten Stoffen bekannt wurde.

## Unternehmensgeschichte
Im Jahr 1830 gründete der englische Einwanderer John Rich im Alter von 25 Jahren am Licking Creek Bach in Plum Run, in Clinton County Pennsylvania, eine Wollspinnerei und verkaufte anfangs einfache Wollwaren an benachbarte Holzfäller-Familien. 1845 wurde ca. 200 km nordöstlich bei Chatham Run eine neue Spinnerei eingeweiht, deren Gebäude bis heute besteht und Teil des modernen Firmengebäudekomplexes ist. Die Lage am Fluss Susquehanna River ermöglichte den besseren Einsatz von durch Wasserräder angetriebenen Spinnmaschinen. Während der Zeit des Eisenbahnbaus in Pennsylvania Mitte des 19. Jahrhunderts florierte das Unternehmen, das sich mit 'Workwear'-Produkten wie robusten Wollpullovern, wetterfesten Parkas, zweckmäßigen Westen oder resistenten Flanellhemden an die männliche Arbeiterschicht richtete. 1852 stieg ein Sohn Richs in das Unternehmen ein und die Firma firmierte als John Rich and Son. Bereits 1880 konnte der männliche Kunde sich komplett mit Woolrich-Produkten einkleiden und um die Jahrhundertwende war der Name Woolrich in ganz Amerika bekannt. Das rot-schwarz karierte Wollmuster auf Jacken, Flanell-Hemden und Trapper-Mützen ist bis heute ein Markenzeichen. 1888 ging die Firma auf drei Söhne von Rich jun. über und wurde demzufolge umbenannt in Woolrich John Rich & Bros. Zwei Meilen von Chatham Run entstand die Gemeinde Woolrich (zunächst 'Richville'), wo sich bis heute die Firmenzentrale befindet. Die Firma soll die erste der Welt gewesen sein, die Reißverschlüsse in Männerhosen verwendete. Über die Jahre wurde die Produktpalette erweitert, denn zu den Eisenbahnern und Holzfällern wurden auch Angler, Jäger, Trapper usw. in die Zielgruppe aufgenommen. In den 1920ern widmete man sich der Freizeitbekleidung und bot Bademode aus Wolle und Golfhosen an. Mit Aufkommen des Automobils produzierte das Unternehmen Überwurf-Wolldecken (throws), woraus sich 1928 eine eigene Division im Unternehmen entwickelte. 1930 zählte Woolrich bereits über 250 Angestellte. 1939, 1940, and 1941 stattete Woolrich im Auftrag der US-Regierung die Antarktis-Expedition von Admiral Byrd aus. Während des Zweiten Weltkriegs und auch in späteren Kriegen wurden Uniformen und Decken für die US-Armee hergestellt. Spätestens Mitte des 20. Jahrhunderts bewegte sich Woolrich endgültig weg von robuster Kleidung für den Arbeiter hin zu ebenso funktionaler Outdoorkleidung mit Ausrichtung auf alle vier Jahreszeiten. In den 1960ern war Woolrich eine unter College-Studenten beliebte Bekleidungs-Marke. Mit der Entwicklung synthetischer Materialien konnte Woolrich seine Produktpalette weg vom reinen Woll-Sortiment erneut erweitern und auf die Bedürfnisse von Natursport-Aktiven eingehen. Mitte der 1970er wurden Daunenprodukte, wie Daunenjacken, ins Sortiment aufgenommen.

## Internationale Expansion
In den 1980er Jahren erfolgte die internationale Expansion, zunächst nach Kanada, Italien und Japan. 1984 wurde – zunächst für Italien, ab 1998 für ganz Europa – die Woolrich-Lizenz und das Vertriebsrecht in eigener Regie an den italienischen Bekleidungshersteller WP Lavori in Corso aus Bologna vergeben. Es folgte das Lizenzgeschäft für Accessoires. Ende der 1980er Jahre beschäftigte Woolrich in Amerika 3000 Mitarbeiter, besaß 10 Produktionsstätten in den USA und eine in Kanada, und hatte Erlöse von 200 Mio. Dollar. Anfang der 1990er wuchs die Konkurrenz für Woolrich. Man folgte den Strategien von Mit-Wettbewerbern wie Columbia Sportswear oder Timberland und ließ die Produkte nicht mehr ausschließlich mit Materialien aus der eigenen Weberei in den USA produzieren, sondern auch in Übersee fremdherstellen. Die Firma musste Mitarbeiter entlassen und Standorte schließen. Es wurde begonnen den Namen Woolrich auch von außen sichtbar, in Form von Etiketten auf der Bekleidung zu platzieren, um die Marke besser zu positionieren. Materialien wie Gore-Tex und Thinsulate wurden eingesetzt. Ende der 1990er fertigte Woolrich ca. 20 % seines Sortiments komplett in Woolrich, Pennsylvania, 40 % wurden von anderen Herstellern produziert und 40 % wurden in Übersee hergestellt. Es wurden Kampagnen gestartet, um eine jüngere Zielgruppe anzuwerben. Durch gezielte Produktplatzierungen im Hollywood-Film Der Pferdeflüsterer (1998), für den das Unternehmen über 300 Artikel zur Verfügung stellte, kam der Name Woolrich wieder in Mode. Auf dem amerikanischen Markt weitete man die Fleece-Palette aus und in Europa, besonders Italien, Deutschland und Frankreich, erfreute sich ein Woolrich-Fellkapuzenparka großer Beliebtheit. WP Lavori in Corso lancierte ab Ende der 1990er die eigene Woolrich John Rich & Bros Kollektion für den europäischen und japanischen Markt. Seit 2000 kann Woolrich in den USA auch über den eigen-vertriebenen Mailorder-Katalog bestellt werden. Anfang der 2000er wurde die Heimtextilien-Sparte ausgebaut und das Lizenzgeschäft erneut ausgeweitet.

## Woolrich heute
Woolrich, Inc. war bis 2016 eine Aktiengesellschaft im Privatbesitz von Mitgliedern der Rich-Familie in der sechsten und siebten Generation sowie von Mitarbeitern des Unternehmens. Über die Holding John Rich & Sons Investment wurde das weltweite Geschäft gesteuert. Der Umsatz von Woolrich, Inc. belief sich 2008 bei ca. 800 Mitarbeitern auf etwa 115 Mio. Dollar. Das Unternehmen schmückt sich mit dem Beinamen 'The Original Outdoor Clothing Co.'. Bis heute vertreibt Woolrich, Inc. im Design nahezu unveränderte Artikel, die aus den Gründungsjahren stammen, wie bspw. die 'Railroad Vest', eine für Eisenbahnarbeiter konzipierte Weste mit vielen Taschen oder das 'Buffalo Check Shirt' (seit 1850), ein kariertes Wollhemd. Die Wollspinnerei in Woolrich ist die älteste in den USA.
Durch das Engagement von WP Lavori in Corso in Italien und die von dem Unternehmen selbst entwickelten Woolrich-Kollektionen entwickelte sich der biedere amerikanische Outdoor-Spezialist ab Ende der 1990er Jahre zu einem internationalen, modischen Lifestyle-Unternehmen. 2008 wurde WP Lavori in Corso unter der Leitung von Firmengründerin Cristina Calori weltweit mit dem Vertrieb der Marke Woolrich betraut. Deutschland gilt nach Italien als wichtigster internationaler Absatzmarkt. 2010 beging das Unternehmen sein 180-jähriges Firmenjubiläum mit einer weltweit auf jeweils 180 Teile limitierten Sonderkollektion.
2014 wurde eine engere Zusammenarbeit zwischen Woolrich USA und dem europäischen Lizenznehmer zwecks einheitlicherer Marktauftritte vereinbart. 2016 fusionierten die amerikanische Muttergesellschaft und die von WP Lavori in Corso gesteuerte Woolrich Europe zu Woolrich International, welche in London angesiedelt wurde. Die Rich-Familie ist weiterhin mit etwas weniger als 10 % der Anteile beteiligt. 2017 kaufte der 1950 in Japan gegründete Bekleidungshersteller Goldwin Anteile an Woolrich International von WP Lavori in Corso auf. Aus dieser Partnerschaft entstand die Untermarke Woolrich Outdoor Label. 2017 wurden Erlöse in Höhe von ca. 180 Millionen Euro erzielt. Ende 2018 übernahm die luxemburgische Beteiligungsgesellschaft L-GAM Advisors Sarl die restlichen Woolrich-Anteile von Calori und wurde damit Woolrich Mehrheitseigner. Damit einher ging die Aufgabe des Produktionsstandorts Woolrich, Pennsylvania. Die Firma WP Lavori in Corso verfolgt seither andere Projekte.

## Kollektionen
Neben der klassischen Woolrich-Linie wurde von WP Lavori 1998 in Europa die Woolrich John Rich & Bros Kollektion lanciert und nach 10-jähriger 'Testphase' 2009 auch in den USA auf den Markt gebracht, wo sie ebenso im gehobenen Einzelhandel vertrieben wird. Diese Kollektion wurde weltweit als Brücken-Kollektion etabliert.
2006 wurde die Woolrich Woolen Mills Kollektion gestartet. Diese hochpreisige „Made in USA“ Laufstegkollektion, sollte unter dem japanischen Designer Daiki Suzuki, der bereits in den 1990er Jahren als Modeeinkäufer amerikanische Outdoor-Bekleidung nach Japan importierte und sein eigenes Label Engineered Garments betreibt, die Wurzeln von Woolrich im modernen Kontext aufgreifen. Nach dem Motto „man ist am modischsten, wenn man versucht nicht modisch zu sein“ stellt diese reine Herren-Kollektion mit unbehandelten Materialien in schmaleren Schnitten eine Hommage an die ursprüngliche Arbeiterkleidung dar. Die Kollektion wird von WP Lavori in Corso hauptsächlich in Europa, in Japan und Hongkong vertrieben. In den USA wird die Woolen Mills Kollektion nur in hochpreisigen Geschäften wie Bergdorf Goodman, Bloomingdale’s oder Barneys verkauft. Die Woolen Mills Kollektion rangiert hierarchisch am oberen Ende des Woolrich-Portfolios. Suzuki wurde 2010 nach Ablauf seines Fünf-Jahres-Vertrags von dem ehemaligen J.Press-Designer Mark McNairy abgelöst. Mit Ablauf dessen Vertrages 2014 wurde die Linie nicht fortgeführt.
Ab 2009 gab es eine Zusammenarbeit mit dem Turnschuhhersteller Converse, in welcher Schuhe im schwarz-roten Woolrich-Muster angeboten werden. Mit dem Londoner Premium-Kaufhaus Liberty (Kaufhaus) bestand zudem eine Kollaboration über Damenbekleidung im Woolrich-Stil.
Seit dem Zusammenschluss der europäischen und der amerikanischen Sparte hat es Zusammenarbeiten mit Lauryn Hill (2018), Studio Griffin by Jeff Griffin (2018), IZIPIZI Brillen (2018), Aimé Leon Dore (2018) und anderen gegeben.
aktuelle Kollektionen:
- Woolrich John Rich & Bros (von WP ab 1998 in Europa und Japan, sowie ab 2009 in den USA eingeführte, mittelpreisige Brückenkollektion im Sportswearbereich für Damen, Herren und Kinder; seit 2014 weltweit)
- Woolrich Outdoor Label (in Zusammenarbeit mit Anteilseigner Goldwin ab 2019 aufgelegte Outdoor-Kollektion)
- Woolrich Penn-Rich (von WP ab 2009 zunächst hauptsächlich für Italien hergestellte, jugendliche Sportswearkollektion im unteren Mittel-Preissegment)

ehemalige Kollektionen:
- Woolrich (in den USA von Woolrich, Inc. selbst per Katalog, e-Kommerz, eigene Ladengeschäfte und den Großhandel vertriebene, niedrigpreisige Outdoor-Kollektion für Damen und Herren; 2016 eingestellt)
- Woolrich Woolen Mills (von WP vertriebene, von Daiki Suzuki (2006–2010) bzw. Mark McNairy (2010–2014) in New York designte und in den USA hergestellte, hochpreisige Laufstegkollektion für Herren)
- Woolrich Elite Series Tactical (Funktionskleidung der amerikanischen Division, die sich u. a. an Sportschützen richtet und in den USA ab 2007 über Spezialgeschäfte vertrieben wurde; 2013 an ATS Tactical Gear verkauft, 2016 Namensrechte erloschen)

## Boutiquen
Woolrich, Inc. betrieb vor dem Zusammenschluss mit der europäischen Sparte am Standort Woolrich, Pennsylvania einen Flagshipstore und vier Outlet-Stores in den USA. Dort wurden ausschließlich Artikel der niedrigpreisigen, amerikanischen Woolrich-Kollektion angeboten. Darüber hinaus wurde die Marke in den USA über den Einzelhandel vertrieben. Die amerikanische Woolrich-Linie war außerhalb der USA nicht erhältlich.
WP Lavori in Corso unterhielt für den Verkauf der höherpreisigen europäischen Kollektionen neben Shops-in-Shop in Paris und Italien offizielle Woolrich-Boutiquen (Mono-Label-Stores) in Stockholm, Cortina d’Ampezzo, Forte dei Marmi, auf Formentera und Sylt in Keitum auf Franchisebasis. Diese werden seit dem Zusammenschluss von der Woolrich Europe SpA betrieben. Hinzu kamen Standorte in Hamburg, Berlin, Düsseldorf, Frankfurt am Main, Stuttgart und München sowie Amsterdam, Antwerpen, Göteborg, London, sieben Standorte in Italien, Maastricht und Tokio (Stand 2019).
Des Weiteren bestehen in Nordamerika Woolrich-Geschäfte in SoHo (Manhattan) (seit 2014), Boston (seit 2015) und Toronto (seit 2017) sowie Outlets in Woolrich, Pennsylvania und Central Valley, New York.
Die amerikanischen Geschäfte unterstehen der John Rich & Sons Investment Holding Company, Inc.
Der weltweite Woolrich-Vertrieb erfolgt über den gehobenen Einzelhandel.